# Gainsborough
Gainsborough är en stad och civil parish i grevskapet Lincolnshire i England. Staden är huvudort i distriktet West Lindsey och ligger vid floden Trent, cirka 24 kilometer nordväst om Lincoln. Tätorten (built-up area) hade 20 842 invånare vid folkräkningen år 2011.
Den danske kungen Sven Tveskägg baserade sig i Gainsborough för att organisera för ett nytt rike, men han dog i staden 1014 efter att bara ha varit vid makten i fem veckor. Staden var en huvudstad i Mercia under tidig medeltid.
Fotbollslaget Gainsborough Trinity FC kommer från staden.